# Alascospora evergladensis
Alascospora evergladensis är en svampart som beskrevs av Raja, Violi & Shearer 2010. Alascospora evergladensis ingår i släktet Alascospora, klassen Dothideomycetes, divisionen sporsäcksvampar och riket svampar.   Inga underarter finns listade i Catalogue of Life.